# Alekséi Tsydénov
Alekséi Sambúyevich Tsydénov (nacido el 16 de marzo de 1976) es un político ruso que ha sido jefe interino de la República de Buriatia desde su nombramiento por Vladímir Putin el 7 de febrero de 2017.

## Edad temprana y educación
Tsydénov nació en Petrovsk-Zabaikalski, óblast de Chitá, RSFS de Rusia, URSS. Su padre era buriato, mientras que su madre era de etnia rusa. Es graduado de la Universidad del Lejano Oriente. De 1998 a 2001 trabajó para Ferrocarril del Lejano Oriente como contable, jefe de sector y jefe de departamento. De 2002 a 2004 fue director general de "Dalneftetrans" y de 2004 a 2006 director general de "Far Eastern Transport Group".

## Carrera política
De 2006 a 2009 se desempeñó como subdirector del departamento de política ferroviaria del Ministerio de Transporte. De 2009 a 2012 fue subdirector del Departamento de Industria e Infraestructuras. En 2011, se licenció en la Academia Presidencial de Economía Nacional y Administración Pública de Rusia.
Desde diciembre de 2011 hasta mayo de 2012 fue director de la Agencia Federal de Transporte Ferroviario. Del 18 de junio de 2012 al 7 de febrero de 2017, fue Viceministro de Transporte de la Federación Rusa. En 2016, se unió a la junta directiva de Ferrocarriles Rusos.
El 7 de febrero de 2017, Vladímir Putin lo nombró jefe interino de la República de Buriatia "antes de asumir el cargo la persona elegida por el Jefe de la República de Buriatia".
Su " tasa de clase" de servicio civil es "Consejero de Estado Activo de la Federación Rusa, asesor de segunda clase". Sus ganancias declaradas para el año 2015 fueron de 3,3 millones de rublos. Está casado y tiene cuatro hijos.